# Altrétamine
L'altrétamine, est vendue sous la marque Hexalen.

## Usage médical
Est un médicament utilisé pour traiter le cancer de l'ovaire. Plus précisément, il est utilisé pour les maladies avancées lorsque les autres traitements ne sont pas efficaces. Elle est administrée par voie orale.

## Effets secondaires
Les effets secondaires de ce médicament comprennent les nausées, les vomissements, la diarrhée, la perte de cheveux, la suppression de la moelle osseuse, les problèmes nerveux périphériques et les éruptions cutanées; d'autres effets secondaires peuvent inclure des troubles de l'humeur et d'autres cancers. L'utilisation pendant la grossesse peut nuire au fœtus. C'est un agent alkylant.

## Histoire
Ce médicament a été approuvé pour un usage médical aux États-Unis en 1990. Depuis 2022, il n'est plus disponible dans le commerce aux États-Unis.